# Galanthus woronowii
Galanthus woronowii es una planta nativa de Turquía, Rusia y Georgia. Se encuentra principalmente en la costa oriental del mar Negro, en las antiguas provincias de la Cólquida y Lazistan (la provincia Euxino). Crece en altitudes de entre 70 y 1.400 metros sobre el nivel del mar, en lugares pedregosos y rocosos.  Su cultivo es popular en Europa y es valorada por sus hojas verdes y brillantes, que proporcionan una buena cobertura del suelo.

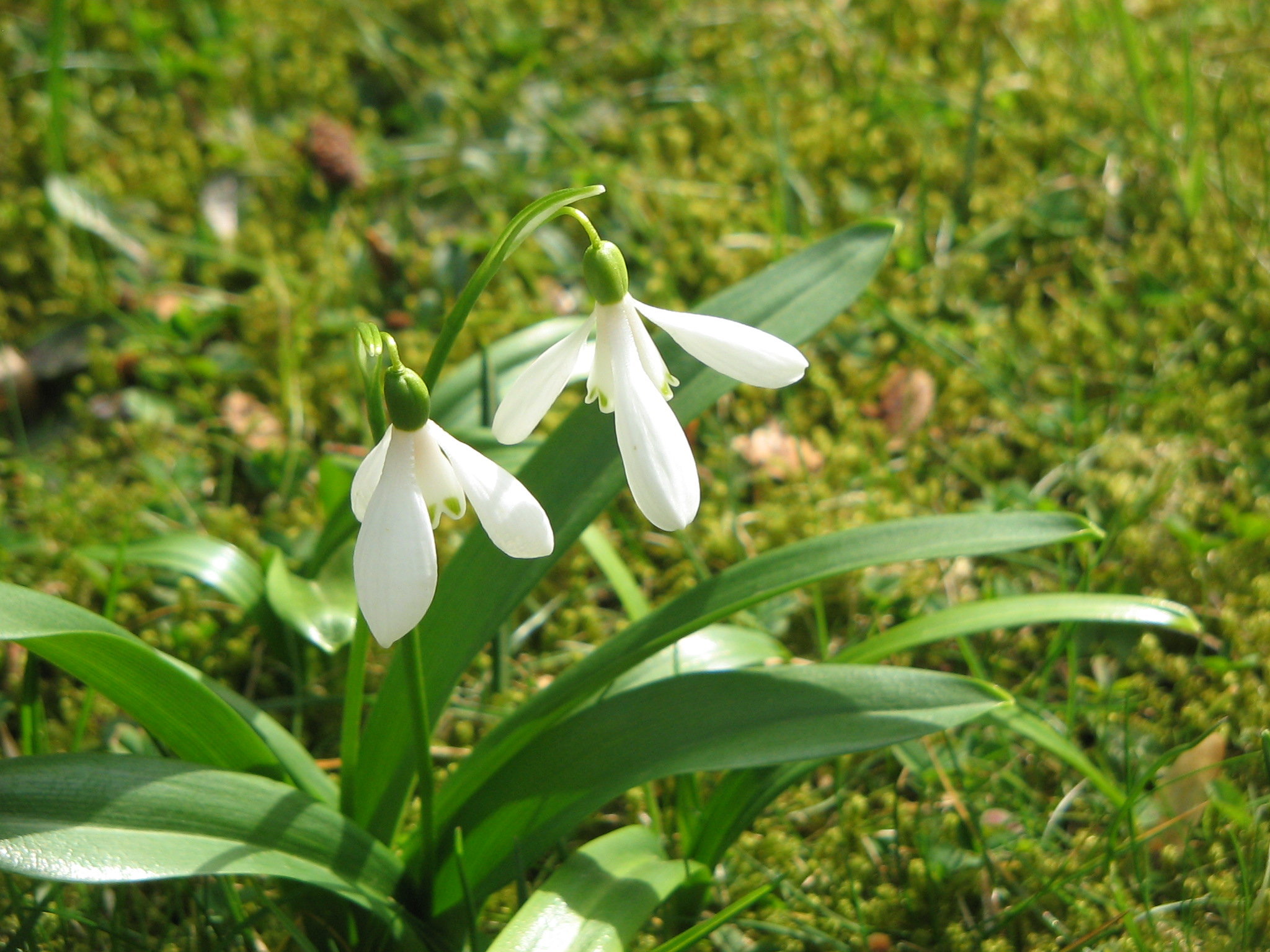
Vista de la planta

## Descripción
Es una planta herbácea con bulbo y hojas anchas, por lo general de color verde claro brillante. El bulbo tiene forma ovalada y unas dimensiones de 2-2.5 cm x 1,5-1,7 cm. Las hojas son de 8-20 cm x 1,1-2 cm en el momento de la floración, pero puede crecer hasta 13-25 cm x 1.3 cm x 1.5 a 2.1 cm después de la misma. La superficie superior de las hojas a menudo está marcada con dos, tres o  cuatro finos surcos longitudinales. La floración ocurre durante la primavera (enero a abril). Delicadas flores blancas cuelgan de la parte superior de un verde tallo de unos 20 cm de longitud. Las flores son tienen forma de campanilla pero con marcas de color verde que cubren el tercio inferior o menos de los pétalos internos. El fruto es una cápsula esférica, de 1-1.5 cm de diámetro, y las semillas son de aproximadamente 0,5 cm de largo.

## Taxonomía
Galanthus woronowii fue descrita por  Agnia Lozina-Lozínskaia y publicado en Fl. URSS 4 1935.
Etimología
Galanthus; nombre genérico que deriva de las palabras griegas: gala = "leche" y anthos = "flor", que se refiere al color blanco de sus flores.
woronowii: epíteto otorgado en honor al botánico ruso y colector de plantas Georg Jurij Nikolaevich Woronow.